# The Gracious Few
The Gracious Few was een Amerikaanse rockband, die bestond uit drie leden van de in 2009 aanvankelijk opgeheven band Live (Chad Gracey, Patrick Dahlheimer en Chad Taylor) en twee leden van Candlebox (Kevin Martin en Sean Hennesy). Het gelijknamige debuutalbum werd op 13 september 2010 uitgebracht. Het album werd geproduceerd door Jerry Harrison van Talking Heads. Op 11 mei 2010 werd de eerste single uitgegeven, genaamd Honest Man. Na Amerikaanse en Europese tours kondigden de bandleden in 2011 aan dat er meer werk aan zou komen, maar nadat Live in 2012 een doorstart kreeg (zonder Ed Kowalczyk) werd er niets meer van het project vernomen.